# Épagneul nain continental papillon
Pour les articles homonymes, voir Papillon.
Le papillon est une variété de chien de la race des épagneuls nains continentaux.

## Origines
Très répandue en Italie et en Espagne à la Renaissance, cette race a ensuite été sélectionnée par les éleveurs français.
Le papillon descend du phalène, variété préexistante (version « oreilles tombantes » de l'épagneul nain continental) et de croisements de spitz. Il n'a donc rien à voir avec le chihuahua. Cette seconde variété de la race de chiens des épagneuls nains continentaux est apparue au XIXe siècle.

## Descriptif
Le chien papillon ou « chien épagneul nain continental papillon » porte les oreilles droites, avec la conque bien ouverte et retournée, de telle manière qu'elles rappellent les ailes ouvertes d'un papillon. L'intérieur de l'oreille est recouvert de poils fins et ondulés, tandis que la face externe est revêtue d'une frange retombante. Il a une grâce et une élégance innée.

### Couleurs
Le blanc doit dominer. Une liste en tête est recommandée. Le blanc dominant sur la tête est inconfirmable. Tous les fauves (du roux à l'acajou) sont acceptés (sauf le foie et chocolat). La couleur orange est la couleur d'origine des papillons. Toutefois, désormais, il existe beaucoup de modèles noirs et blancs ainsi que tricolores (blanc, noir et feu). 
Le poil est soyeux et n'a pas besoin d'un entretien particulier car il est « auto-nettoyant » c'est-à-dire qu'il ne sent pas le chien mouillé et qu'un brossage suffit à le remettre en beauté. Deux à trois brossages sont largement suffisants pour l'entretien du poil. En période de mue (surtout chez les femelles), un brossage quotidien peut s'avérer nécessaire.

### Poids
Le poids peut varier de 1 à 5 kilos. Deux catégories sont distinguées :
1. entre 1,5 kg et 2,5 kg
2. entre 2,5 kg et 4,5 kg pour les mâles et 5 kg pour les femelles

En exposition, les chiens défilent dans des classes différentes en fonction de leur poids, mais il s'agit de la même race. D'ailleurs il arrive fréquemment que des femelles de gabarit moyen (3 kg) donnent naissance à des tout  petits gabarits et l'inverse existe aussi, bien que cela soit plus rare.

### Caractère

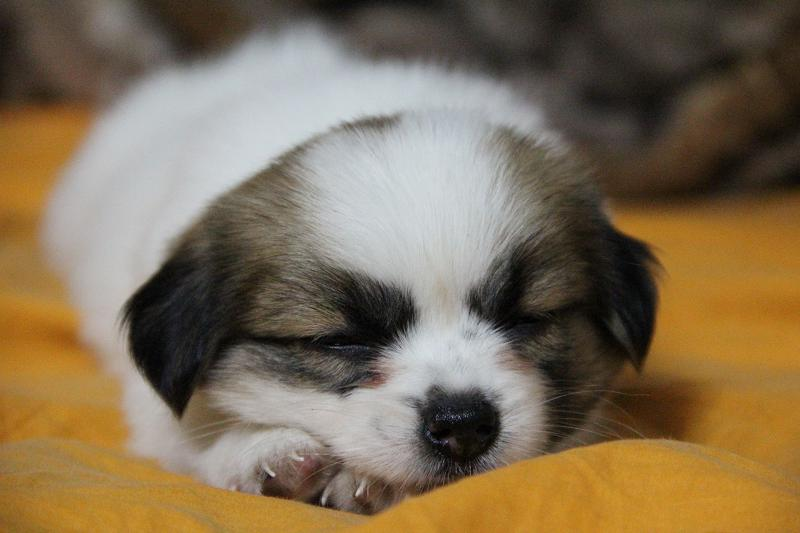
Un chiot.

Il aime les promenades, que ce soit en ville ou à la campagne. Son instinct d'ancien chasseur le pousse à courir les souris, les oiseaux et les gros insectes. Il est extrêmement attaché à son maître et ne demande qu'à lui faire plaisir. Il n'aboie pas beaucoup. Vif, charmeur, agile et espiègle, le papillon est un excellent chien d'agility, qu'il apprécie (le phalène étant plus calme).